# Ashraf Ghani
Mohammad Ashraf Ghani Ahmadzai (em pashto: اشرف غني احمدزی‎, em persa: اشرف غنی احمدزی‎, 12 de fevereiro de 1949) é um economista, antropólogo e político afegão. Foi presidente do Afeganistão, entre 21 de setembro de 2014 a 15 de agosto de 2021, quando em 15 de agosto de 2021, o Talibã assumiu o controle do Afeganistão e Ashraf fugiu para o exílio.
Ashraf foi eleito pela primeira vez em 20 de setembro de 2014 e foi reeleito nas eleições presidenciais de 28 de setembro de 2019, cujo resultado só foi anunciado cinco meses depois, em fevereiro de 2020. Ashraf foi afinal empossado para seu segundo mandato em 9 de março de 2020. Anteriormente, fora ministro das finanças, alto funcionário do Banco Mundial e chanceler da Universidade de Cabul.
Ashraf Ghani é casado com Rula Saade com quem tem dois filhos, uma filha, a cineasta Mariam, e um filho, Tariq.

## Biografia
Ashraf nasceu em 19 de maio de 1949, na província de Logar, no Afeganistão. Ele pertence à tribo Ahmadzai Pashtun.
Antes de retornar ao Afeganistão em 2002, Ashraf foi professor de antropologia em várias instituições, destacando-se a Johns Hopkins University. Posteriormente, começou a trabalhar no Banco Mundial. Como ministro das Finanças do Afeganistão, entre julho de 2002 e dezembro de 2004, liderou a tentativa de recuperação econômica do Afeganistão após o colapso do governo talibã.
Ashraf Ghani abandonou o Afeganistão em 15 de agosto de 2021, após o Talibã capturar a capital, Cabul.